# Message from the King
Message from the King es una película estadounidense de thriller dirigida por Fabrice Du Welz y escrita por Stephen Cornwell junto a Oliver Butcher. Es protagonizada por Chadwick Boseman, Luke Evans, Teresa Palmer y Alfred Molina.
La película fue estrenada mundialmente en el Festival Internacional de Cine de Toronto el 8 de septiembre de 2016.

## Reparto
- Chadwick Boseman como Jacob King.
- Teresa Palmer como Kelly.
- Luke Evans como Wentworth.
- Natalie Martinez como Trish.
- Alfred Molina como Preston.
- Tom Felton como Frankie.
- Dale Dickey como Sr. Lazlo.
- Sibongile Mlambo como Bianca.
- Diego Josef como Armand.

## Producción
En noviembre de 2014 Chadwick Boseman es incluido al reparto, interpretando el papel de Jacob King. En marzo de 2015 se anunció que Natalie Martinez se unió al elenco interpretando el papel de Trish, la antigua vecina de Bianca.
La película se filmó en Glendale (California).